# Sacharja
| Zwölfprophetenbuch des Tanach                                                                            |
| --- |
| - Hosea - Joel - Amos - Obadja - Jona - Micha - Nahum - Habakuk - Zefanja - Haggai - Sacharja - Maleachi |
| Namen nach dem ÖVBE                                                                                      |

Sacharja oder Secharja (hebräisch זְכַרְיָה [zəχarˈja], altgriechisch Ζαχαριας, lateinisch Zacharia, oder Sacharia, vollständig: Secharja, Sohn Berechjas, des Sohnes Iddos, der Prophet) heißt ein biblischer Prophet. Das nach ihm benannte Buch im hebräischen Tanach entstand nach dem babylonischen Exil (ab etwa 520 v. Chr.) und gehört zum Zwölfprophetenbuch.

## Aufbau und Inhalt

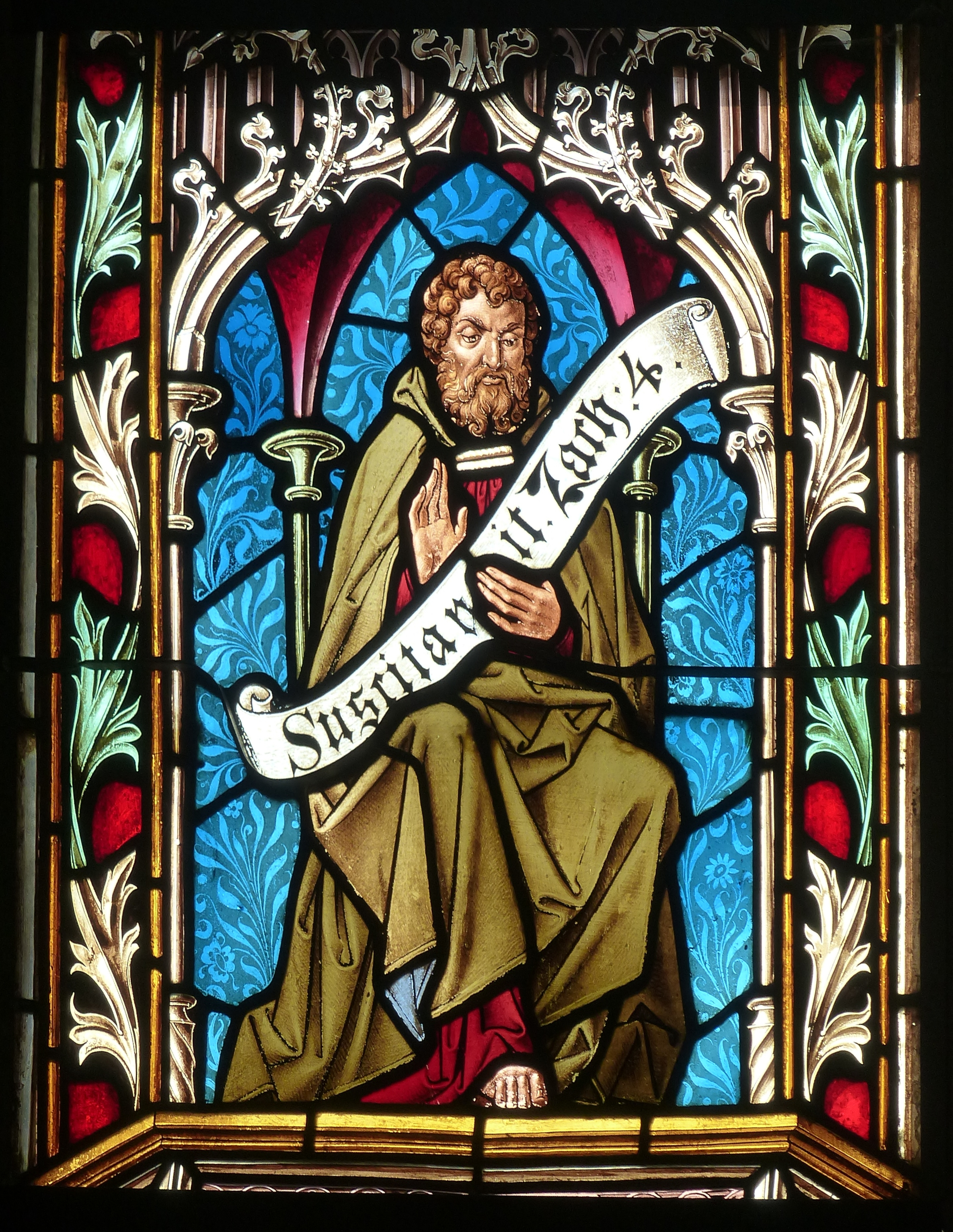
Prophet Zacharias (Gramastetten/OÖ)

Das Buch Sacharja wird seit dem Mittelalter in 14 Kapitel eingeteilt. Zur Teilung des Buches nach Autoren und Entstehungszeiten in Protosacharja und Deuterosacharja oder sogar in Protosacharja, Deuterosacharja und Tritosacharja siehe unten.
- Einleitung: Anruf des Propheten (Wortereignisformel) und Aufruf zur Buße (1,1–6)
- Visionszyklus (1,7–6,15)
  - Reiter und Pferde (1,7–17)
  - Hörner und Schmiede (2,1–4)
  - Der Mann mit der Messschnur (2,5–17)
  - Der wahre Hohepriester (3,1–10)
  - Leuchter und Ölbäume, die beiden Ölsöhne (4,1–14)
  - Die fliegende Schriftrolle (5,1–4)
  - Die Frau im Hohlmaß (5,5–11)
  - Die vier Wagen (6,1–15)
- Gottesrede (7,1–8,23)
- Bestrafung der Nachbarvölker (9,1–8)
- Erlösung Israels (9,9–17)
- Sammlung Israels aus dem Exil (10,1–12)
- Die Bestrafung der treulosen Hirten des Volkes (11,1–17)
- Jerusalems Not und Errettung (12,1–13,9)
- Der Tag des Herrn (14,1–21)

Krieg in Jerusalem und anschließendes Endgericht
Fasten und Tempelbau
Das künftige Heil Jerusalems

## Entstehung

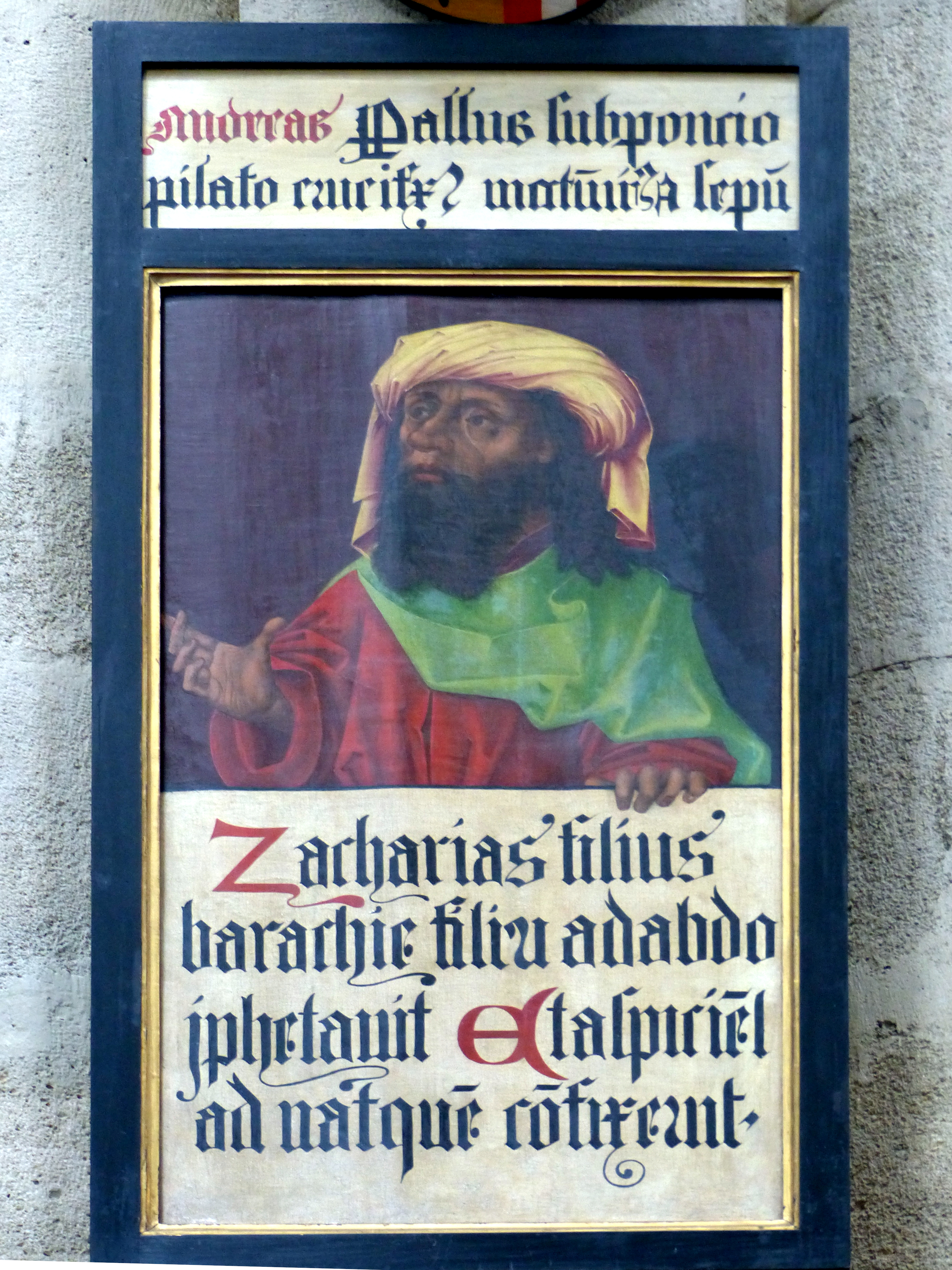
Prophet Zacharias im Wiener Neustädter Dom

Das Buch Sacharja wird in der Überschrift (Sach 1,1) Sacharja, dem Sohn Berechjas und Enkel Iddos, zugeschrieben. Da Sach 9,1 mit משׂא („Ausspruch“) eine neue Überschrift aufweist, wird es seit dem 18. Jh. üblicherweise in zwei Teile gegliedert: Protosacharja (Sach 1–8) und Deuterosacharja (Sach 9–14). Dieselbe Überschrift erscheint nochmals in Sach 12,1, sodass Sach 9–14 zuweilen in Deuterosacharja (Sach 9–11) und Tritosacharja (Sach 12–14) geteilt wird. Tatsächlich finden sich Hinweise, dass die Kapitel 9–14 jünger als 1–8 sind.
Datierung:
- traditionelle Sichtweise: 6. Jahrhundert v. Chr.
- jüngere Sichtweisen: Kapitel 9–14 erst nach 500 v. Chr. (heute nehmen die meisten Forscher eine Zweiteilung dieses Teils des Buches vor: in Kapitel 9–11 und 12–14, Datierung der letzten Kapitel bis in die hellenistische Epoche, 4.–3. Jahrhundert v. Chr.)

## Autorenschaft
Der Prophet Sacharja, nach dem das Buch benannt ist, heißt in der griechischen und lateinischen Bibel Zacharias. Sacharja wirkte in der Zeit kurz nach dem babylonischen Exil in Jerusalem und war Zeitgenosse des Propheten Haggai. Nach Sach 1,1  war er der Sohn Berechjas und Enkel Iddos. Er kam also aus einer Priesterfamilie und war wahrscheinlich selbst Priester. Zur Zeit des Hohepriesters Jojakin war Sacharja das Oberhaupt seines Geschlechts.
Der erste Teil des Prophetenbuches (Sacharja 1–8) wird im Allgemeinen auf einen Propheten gleichen Namens zurückgeführt. Sacharja hat die erste Vision im 8. Monat des zweiten Jahres des Königs Darius I., also im Oktober/November 520 v. Chr. – zwei Monate nach dem Auftreten des Propheten Haggai (Haggai 1,1), zur Zeit des Wiederaufbaues des Tempels verfasst.

## Theologische Schwerpunkte
Das Schwergewicht dieses Buches liegt auf dem Zyklus von sieben Visionen im ersten Teil (1,7–6,15). Der Sinn dieser Visionen bleibt dem Propheten verschlossen, worauf ihm ein Engel im Gespräch die jeweilige Vision erklärt (Angelus interpres). Sach 4,6 : „Nicht durch Macht und nicht durch Kraft, sondern durch meinen Geist“.

## Rezeption
- Sacharja 9,9 EU: „Aber du, Tochter Zion, freue dich sehr, und du, Tochter Jerusalem, jauchze! Siehe, dein König kommt zu dir, ein Gerechter und ein Helfer, arm, und reitet auf einem Esel und auf einem jungen Füllen der Eselin.“ Diese messianische Weissagung wird im Neuen Testament in Mk 11,1-11 EU par. aufgegriffen und mit dem Einzug Jesu in Jerusalem als erfüllt verkündet; dies wird im Christentum am Palmsonntag gefeiert. Die Textstelle ist Grundlage des Adventslieds Tochter Zion, freue dich von Georg Friedrich Händel und Friedrich Heinrich Ranke.